# Tiger (Schiff, 1647)
Die Tiger, auch als Tyger geschrieben, war ein Kriegsschiff 4. Ranges der englischen und später britischen Marine, das Mitte des 17. Jahrhunderts in Dienst gestellt wurde und nach mehrmaligem Umbau 1742 in den Florida Keys (Karibik) auf Grund lief und verloren ging.

## Geschichte

### Bau
Die spätere Tiger wurde 1646, zusammen mit drei weiteren gleichartigen Schiffen, durch das Navy Board der englischen Marine geordert. Das mit 32 Kanonen ausgestattete Schiff wurde unter der Bauaufsicht des Schiffbauers Peter Pett II. auf der Marinewerft in Deptford gebaut und lief im Jahr 1647 vom Stapel. Die Baukosten betrugen 2.912 Pfund.

### Einsatzgeschichte
In den nächsten Jahren bzw. Jahrzehnten war das Schiff an mehreren Kampfhandlungen im Rahmen der englisch-niederländischen Seekriege beteiligt, darunter der Seeschlacht bei Gabbard (1653), dem St. James’s Day Fight (1666) und der Seeschlacht in der Solebay (1672). Um 1680 wurde die Tiger in Deptford unter der Bauaufsicht von John Shish Rebuild und lief im Folgejahr erneut vom Stapel. Dies bedeutet, dass das Schiff komplett zerlegt und mit verändertem Entwurf unter Verwendung des altem Materials quasi neu gebaut wurde. Im Gegensatz zu ihrem alten Entwurf war die Tiger nun als Zweidecker-Linienschiff mit einer Bestückung von 46 Kanonen ausgeführt.
Nach ihrer Wiederindienststellung im Juni 1681 wurde das Schiff, unter verschiedenen Kommandanten, bis 1699 in allen Gebieten eingesetzt, wo die englische Marine operierte. Wobei sie im September 1681 im Mittelmeer ein Kaperschiff aus Algier (Two Lions) und im Mai 1689 in der Nordsee zwei französische Kriegsschiffe (Les Jeux und La Railleuse) aufbringen konnte. Im Oktober 1699 wurde sie auf Grund des zu dieser Zeit herrschenden Friedens aufgelegt. Diesem folgte am 20. Oktober 1701 wiederum erneut ein Auftrag zum Rebuild. Welche durch den Schiffbauer Richard Wells in einer Werft in Rotherhithe durchgeführt wurde. Der Stapellauf erfolgte im April 1703, wie auch die Indienststellung unter dem Kommando von Philip Cavendish. Trotz des zwischen 1701 und 1714 herrschenden spanischen Erbfolgekrieges war die Tiger in keine bedeutenden Gefechte verwickelt.
Während des War of Jenkins’ Ear war Anfang 1742 das Schiff unter dem Kapitän Edward Herbert auf Fahrt an die Nordwestküsten von Kuba, wo sie zwischen Grand Cayman und Cape Corrientes auf Kuba Patrouillenfahrten durchführen sollte. Am 13. Januar 1742 brachte die Tyger eine Sloop auf, welche von Barbados kam. Die Besatzung der Sloop gab fälschlicherweise an, dass sie nahe der Bahama Banks seien. Als am Nachmittag Inseln gesichtet wurden, ging Kapitän Herbert daher davon aus, dass es sich um das Reques Riff handeln würde. Ab da fuhren sie zwar dauerhaft unter Ablesen der Lotschnur, konnten aber die erste Grundberührung auf der eigentliche Koralleninseln Dry Tortugas nicht vermeiden. Durch Umladung konnte die Tyger wieder befreit werden, lief aber bevor der Anker geworfen werden konnte, wieder fest. Die Beiboote wurden zu Wasser gelassen und mit Kedge-Ankern, wurde versucht das Schiff an der Position zu halten. Der in der Nacht zunehmende Wind brachte das Schiff weiter in Bewegung und es kam zum Wassereinbruch. Zwei Tage lag das Schiff auf dem Riff, bis klar war, dass ein Freikommen nicht möglich war.
Das Schiff musste aufgegeben werden und wurde über die nächsten Wochen hinweg immer weiter entladen. Die Besatzung der Tyger errichtete auf der nahegelegenen Insel Garden Key ein Fort zur Verteidigung, wobei auch 20 Schiffskanonen verwendet wurden. Am 19. Januar 1742 wurde ein Langboot mit Ziel New Providence auf Bahamas entsandt, was aber nicht zurückkehrte, sodass ein weiteres Boot die Insel verließ. Am 7. Februar 1742 startete eine Jolle des Schiffs den erneuten Versuch Hilfe zu erhalten, kam aber am 15. Februar 1742 nach einem Zusammentreffen mit spanischen Schiffen zurück.
Am 22. Februar 1742 traf, da die Spanier inzwischen vom Untergang erfahren hatten, eine spanische Sloop an der Inselgruppe ein. Das Fort bereitete sich auf einen Angriff vor und die Tyger wurde angezündet. Die Spanier griffen aber nicht an und teilten den Briten mit, dass die Besatzung des Langbootes gefangen genommen worden war. Die Sloop verließ die Inselgruppe. Ein Paar Tage später kam die spanische Fuertes, ausgestattet mit 60 Kanonen und mit einer großen Anzahl Soldaten besetzt zurück und griff letztendlich erfolglos unter dem eigenen Untergang das Fort an. Am 19. März 1742 wurde das Fort aufgegeben und die ehemalige Crew der Tyger machte sich in mehreren Booten auf den Weg nach Jamaika. Kapitän Herbert erreichte am 19. Mai 1742 Port Royal. Herbert wurde vor das Kriegsgericht gestellt, für das Verlassen seiner Station gerügt und erhielt eine Geldstrafe. Für seinen Einsatz nach dem Schiffsuntergang wurde er aber gelobt.
Erste Überreste des Wracks wurden 1993 identifiziert.

## Bestückung

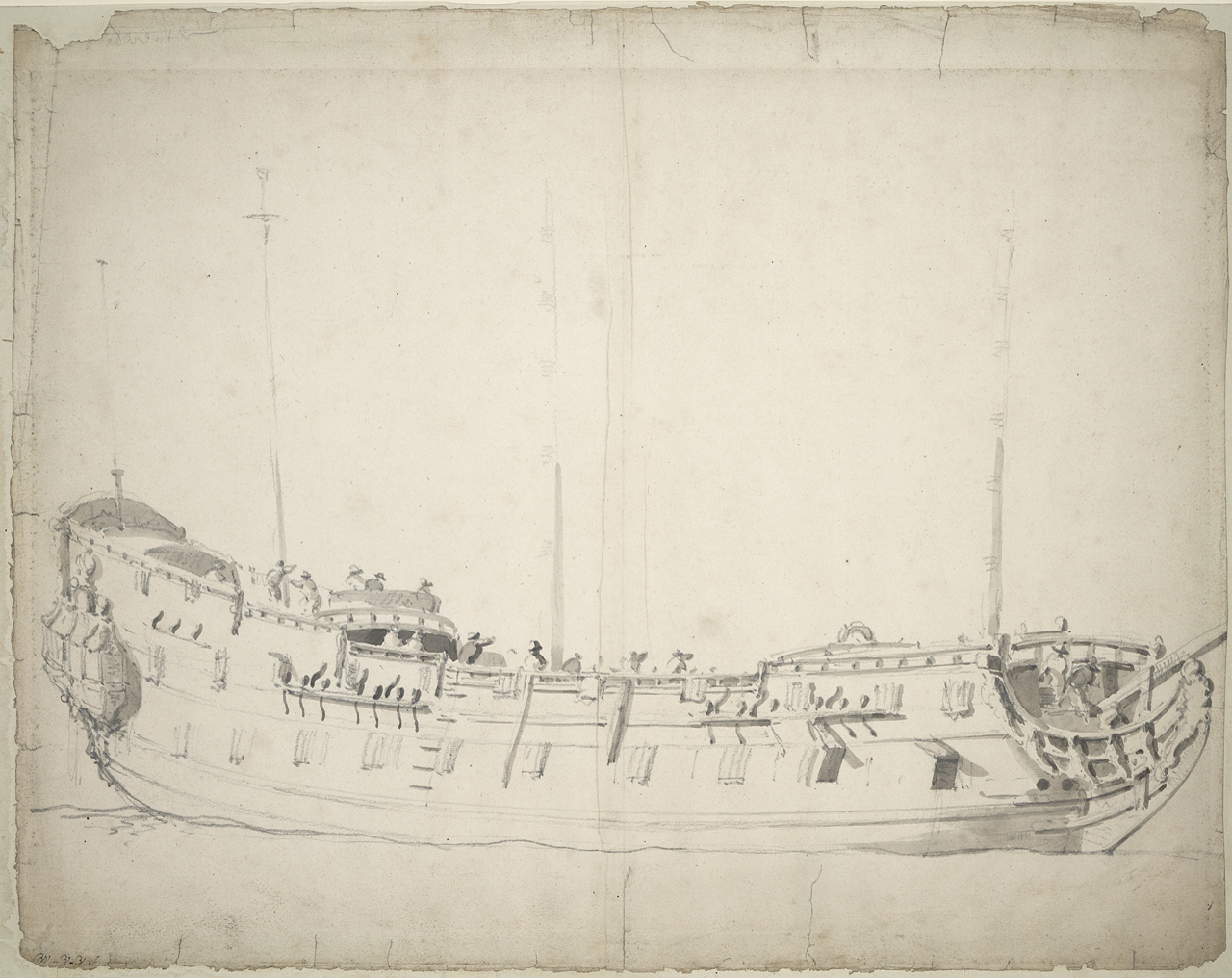
Zeichnung der 1646 gebauten ähnlichen Fregatte Adventure.

|               | Batteriedeck                                  | Batteriedeck                                  | Oberdeck                                      | Achterdeck                                    | Kanonen (Geschossgewicht) |
| ------------- | --------------------------------------------- | --------------------------------------------- | --------------------------------------------- | --------------------------------------------- | ------------------------- |
| Design        |                                               |                                               |                                               |                                               | 32 Kanonen                |
| 1660 Ordnance | 12 × Culverin, 16 × Demi-Culverin, 12 × Saker | 12 × Culverin, 16 × Demi-Culverin, 12 × Saker | 12 × Culverin, 16 × Demi-Culverin, 12 × Saker | 12 × Culverin, 16 × Demi-Culverin, 12 × Saker | 40 Kanonen (96,6 kg)      |
| 1677 Ordnance | 22 × Demi-Culverin                            | 22 × Demi-Culverin                            | 18 × 6-Pfünder                                | 4 × Saker                                     | 44 Kanonen (119,27 kg)    |
|               | Unteres Batteriedeck                          | Oberes Batteriedeck                           | Backdeck                                      | Achterdeck                                    | Kanonen (Geschossgewicht) |
| 1681          | 20 × Demi-Culverin (Drakes)                   | 18 × Saker                                    |                                               | 8 × Saker (Cutts)                             | 46 Kanonen (72,79 kg)     |
| 1703          | 20 × 12-Pfünder                               | 20 × 6-Pfünder                                | 2 × 6-Pfünder                                 | 6 × 6-Pfünder                                 | 48 Kanonen (92,514 kg)    |
| 1722          | 22 × 18-Pfünder                               | 22 × 9-Pfünder                                | 2 × 6-Pfünder                                 | 4 × 6-Pfünder                                 | 50 Kanonen (142,853 kg)   |